# Zaharija Pribislavljević
Zaharija Pribislavljević, italianizzato in Zaccaria di Serbia (in serbo Захаријa Прибислављевић?; in greco bizantino Ζαχαρίας, trasl. Zacarias) (Stari Ras, tra 890 e 900 – dopo il 924), fu un principe serbo della dinastia dei Vlastimirović che rimase al potere in Serbia dal 922 al 924.
Figlio di Pribislavo, si impose al potere dopo aver deposto suo cugino Pavle nel 922 con il supporto del Primo Impero bulgaro.

## Biografia

### Primi anni
Il padre di Zaharija, Pribislavo, esercitò il potere in Serbia dall'891 all'892 finché suo nipote Petar, figlio di Goinico, tornò dall'esilio e lo sconfisse in battaglia, imponendosi in Serbia dall'892 al 917. Pribislavo cercò asilo in Croazia con i fratelli Bran e Stefano. Bran tornò in seguito e guidò un'infruttuosa ribellione contro Petar nell'894. Nell'894 circa, Bran cercò di spodestare Petar con l'aiuto dei croati, ma non ebbe successo, finendo catturato e accecato. Zaharija visse per molti anni della sua vita a Costantinopoli.
Alle porte del 900, le guerre bulgaro-bizantine sembravano aver reso il Primo Impero bulgaro di fatto il più potente Stato dell'Europa sud-orientale. I bulgari stavano infatti vivendo una fase di grande splendore grazie alle politiche di Simeone I. Le campagne militari eseguite in Tracia erano state molto fortunate per via della scarsa resistenza che l'Impero bizantino poteva fornire, considerate le guerre in corso contro gli arabi in Anatolia. Quando poi i romei conclusero la pace con i guerrieri musulmani, decisero di inviare l'intero esercito contro i bulgari, ma ciononostante essi furono sconfitti in modo decisivo nella battaglia di Anchialo del 917. Simeone I continuò a eseguire altre vittorie, mentre nel frattempo Petar, che si trovava impegnato in alcune campagne militari nei Balcani, decise di stringere contatti con i bizantini in chiave anti-bulgara. Quando Simeone fu informato di queste manovre, si prodigò affinché Petra fosse deposto, cosa che avvenne, e poi inviato in Bulgaria. Al suo posto, fu insediato nel 917 dai bulgari Pavle Branović, che rimase al potere fino al 920-921.

### Regno

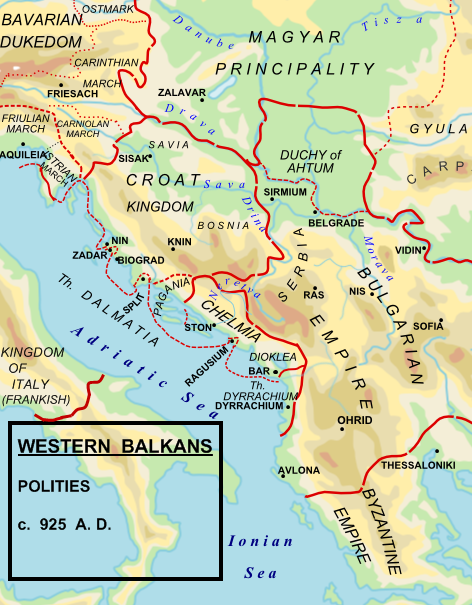
Il principato serbo nel X secolo

Zaharija fu inviato nel 920 con il consenso dell'imperatore bizantino Romano I Lecapeno (r. 920-944) a riprendere il trono come principe legittimo, ma fu catturato da Pavle e condotto da Simeone in Bulgaria. Dopo questo evento, i bizantini spedirono degli emissari alla corte di Pavle, cercando di persuaderlo ad avvicinarsi ai romei; nel frattempo, i bulgari cercarono invece di stringere contatti con Zaharija. Pare che i bizantini promisero e concessero molto oro a Pavle per convincerlo, circostanza che fece ritenere alla Bulgaria assolutamente seria la minaccia che Costantinopoli poteva costituire nei confronti della Serbia. Al fine di prevalere in questa lotta geopolitica, le truppe bulgare si concentrarono in Tracia, dove Simeone assediò le città. Nel 921, Pavle si convinse a passare definitivamente dalla parte dei bizantini e iniziò a preparare una campagna contro la Bulgaria. Quando Simeone, che si trovava ancora impegnato in Tracia, fu avvertito, decise di inviare alcune truppe agli ordini di Zaharija in Serbia, con la promessa che avrebbe potuto tenere per sé il trono qualora avesse esautorato Pavle. L'assalto ebbe successo; Zaharija ottenne il controllo della Serbia entro la primavera del 922. Ancora una volta, era un alleato bulgaro a sedersi sul trono serbo, sebbene tale situazione non durò per molto.
Zaharija, che aveva vissuto a lungo a Costantinopoli ed era stato fortemente influenzato dalla cultura e dalla mentalità locale, dopo la sua cattura probabilmente mal sopportava i bulgari e non ne fu mai veramente conquistato. D'altronde, questa preferenza non era frutto di una convinzione personale di lui stesso, ma dell'intera sua dinastia; i bizantini erano lontani e offrivano maggiore indipendenza, mentre la potente Bulgaria desiderava interferire in maniera sensibile con la politica serba. In virtù di queste premesse, Zaharija decise di allearsi ancora una volta con l'Impero bizantino.
Zaharija iniziò a radunare e a coalizzare diverse tribù slave lungo il confine comune per ribellarsi alla Bulgaria. Nel 923, Simeone inviò un numero insufficiente di truppe per sedare i ribelli; diversi generali bulgari furono uccisi e le loro teste e armi vennero inviate da Zaharija in dono ai bizantini. Fu dopo che Simeone tentò, senza riuscirci, di allearsi con i Fatimidi per condurre un assedio navale a Costantinopoli; dopo aver perso la battaglia contro Zaharija, lo zar decise altresì di incontrare Romano I Lecapeno. Nel settembre del 923, Simeone arrivò a Costantinopoli, chiedendo come sperava di ottenere un incontro con l'imperatore. Durante l'incontro Romano riuscì a istigare Simeone, chiedendogli come potesse vivere con così tanto sangue sulle mani. Benché si discusse della pace, Simeone se ne andò prima che venissero firmati o giurati i termini di un'eventuale tregua. È lecito ipotizzare che Simeone desiderasse giungere a una pace con la controparte per poter affrontare il problema causato da Zaharija.
Nel 924, alla testa di un grande esercito composto da guerrieri bulgari, Časlav Klonimirović, cugino di secondo grado di Zaharija, giunse in Serbia. I soldati devastarono buona parte della Serbia, costringendo Zaharija a ripiegare in Croazia. Probabilmente, il sovrano si ritirò assieme a vari suoi uomini. Simeone convocò tutti i duchi serbi e gli chiese di rendere omaggio al loro nuovo principe, ma, anziché officiare una cerimonia di insediamento di Časlav, rese prigioniera l'intera nobiltà serba e ne annesse il territorio. In quel momento, la Bulgaria espanse notevolmente i suoi confini, raggiungendo i confini del suo alleato Michele di Zaclumia e della Croazia, dove Zaharija era stato esiliato. La Croazia dell'epoca era peraltro comandata da uno sovrani più potenti della sua storia, tale Tomislao.
Časlav salì al trono con l'aiuto dei romei nel 927, governando la Serbia fino agli anni 950. Da quel momento Zaharija scompare da qualsiasi fonte.

### Esplicative
1. ↑  La prima attestazione del suo nome è la versione greca "Zacarias" (Ζαχαρίας), mentre in latino si utilizza la forma "Zacharias" e in serbo "Zaharija". In quanto discendente dei Vlastimirović e figlio di Pribislavo, secondo l'usanza contemporanea dei nomi il suo sarebbe "Zaharija Pribislavljević Vlastimirović".

### Bibliografiche
1. 1 2  Fine (1991), p. 141.
2. 1 2  Fine (1991), p. 150.
3. ↑  Ćorović (2001), cap. 2, V: Срби између Византије, Хрватске и Бугарске.
«Intorno all'890, Petar Gojniković fuggì dalla Croazia e raggiunse la Serbia dopo la morte di Mutimiro. Egli rovesciò il figlio ed erede di Mutimiro, Pribislavo, si stabilì nel paese e mantenne il trono per più di un quarto di secolo. I tre figli di Mutimiro cercarono rifugio dai croati e lì chiesero asilo e supporto. Il tentativo del fratello di mezzo Bran di rovesciare Petar con il sostegno croato non ebbe successo e avvenne intorno all'894. Lo stesso Bran sarebbe stato catturato e accecato. Fallì pure il tentativo di Clonimiro, che irruppe dalla Bulgaria e conquistò la città di Dostinica intorno all'896. Petar, la figura più carismatico, resistette a tutti. Apparentemente ruppe i rapporti con i croati, malgrado essi gli giurarono fedeltà fin dall'inizio, probabilmente perché prima anelavano a una ricompensa per le proprie azioni, salvo poi aiutare i pretendenti al trono. All'inizio Petar, probabilmente tramite suo padre o zio o parenti lì, si avvicinò ai bulgari e divenne amico del loro nuovo sovrano Simeone (dall'893). Sicuro su quel lato, iniziò ad espandersi verso ovest, a spese dei governanti di Hum e Neretlia.»
4. 1 2 3 4 5 6 7 8 9 10 11 12  Fine (1991), p. 152.
5. ↑  Teofane Continuato, p. 312.
6. 1 2  Fine (1991), p. 149.
7. 1 2  Treadgold (1997), p. 476.
8. ↑  Treadgold (1997), p. 477.
9. 1 2  Treadgold (1997), p. 479.
10. 1 2 3 4 5 6 7 8 9 10  Fine (1991), p. 153.
11. ↑  Logos (2019), p. 8.
«Nel capitolo 31, il De administrando imperio fornisce la seguente descrizione: "[Ἰστέον] ὅτι ἡ βαπτισμένη Χρωβατία ἐκβάλλει καβαλλαρικὸν ἕως τῶν ξ' ᾷᾷ [ἀλλάγια], πεζικὸν δὲ ἕως χιλιάδας ρ' ...", che dovrebbe essere tradotta come: "[Dovrebbe sapere] che la Croazia battezzata affluisce e dispone di un massimo di 60 alagi in termini cavalleria [l'alagia corrispondeva a 50-400 cavalleggeri] e di 100.000 fanti [l'unità militare nota come "mille" nel X secolo equivaleva a un numero compreso tra i 400 e i 1.000 fanti] [...]". L'autore del De administrando imperio parla probabilmente (l'alagia di base e meno numerosa e il "mille" meno numeroso) di un massimo di 3.000 cavalieri e di 40.000 fanti (oltre a un tetto di 4.700 marinai). In questa descrizione, i verbi "εκβάλλω" ("confluire" e "sparpagliarsi") indicano la possibilità che i due diversi eserciti si fossero fusi. Un esercito, "εκβάλλω", giunse in Croazia dalla Serbia nel 924, mentre l'altro esercito apparteneva alla Croazia.»
12. ↑  Bury (1920), p. 26.
13. ↑  Fine (1991), p. 159.

### Fonti primarie
- Costantino Porfirogenito, De administrando imperio, a cura di Gyula Moravcsik, traduzione di Romillyi J. H. Jenkins, Dumbarton Oaks Center for Byzantine Studies, 1967, ISBN 978-0-88402-021-9.
- John Bagnell Bury, Constantine VII Porphyrogenitus, The early history of the Slavonic settlements in Dalmatia, Croatia, & Serbia - De administrando Imperio, Chapters 29-36, Londra e New York, Society for promoting Christian knowledge-Macmillan, 1920.
- Teofane Continuato, Theophanes continuatus, Joannes Cameniata, Symeon Magister, Georgius Monachus... ex recognitione Immanuelis Bekkeri, Bonn, E. Weber, 1838.

### Fonti secondarie
- (SR) Vladimir Ćorović, Историја српског народа [Storia del popolo serbo], ed. online, Belgrado, Janus; Ars Libri, 2001  [1997].
- (EN) John Van Antwerp Jr. Fine, The Early Medieval Balkans: A Critical Survey from the Sixth to the Late Twelfth Century, Ann Arbor, University of Michigan Press, 1991, ISBN 0-472-08149-7.
- (EN) Aleksandar Logos, De administrando imperio: Time of creation and some corrections for translation, in Istorija Srba 1 - Dopuna 4, 2019.
- (EN) Warren Treadgold, A History of the Byzantine State and Society, Stanford, Stanford University Press, 1997, ISBN 0-8047-2630-2.